# سهم

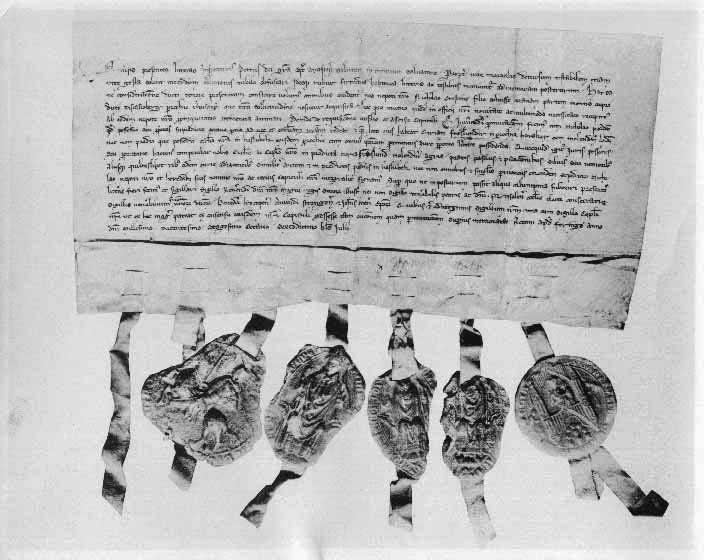
یک ورقهٔ سهم مربوط به یک معدن مس، متعلق به شرکت استورا آنسو، در سال ۱۲۸۸ میلادی

سهم، (به فرانسوی: action) (به انگلیسی: Share) قطعه‌ای از سرمایهٔ یک شرکت است. هر سهم، نشان‌دهنده یا نمایندهٔ کوچک‌ترین واحد مالکیتی، در یک شرکت یا کارخانه است. دارندهٔ هر سهم یا سهام‌دار، به همان نسبتی که سهام در اختیار دارد، در مالکیت شرکت یا بنگاه تولیدی شریک است. برای مثال، اگر شرکتی به تعداد دو میلیون سهم منتشر کرده و شخصی مالک دو هزار سهم در این شرکت باشد، او یک‌هزارم از مالکیت این شرکت را در اختیار دارد.

## انواع سهام

### از نظر حقوقی که سهامدار در سرمایه شرکت دارد

#### سهام سرمایه‌ای
سهام سرمایه‌ای که می‌توان آن را در دو گروه دسته‌بندی کرد:

##### سهام عادی
که به دارندهٔ خود، حق اعمال رأی در مجامع عمومی شرکت را داده، و سود تقسیم‌شده در شرکت را دریافت می‌کند.

##### سهام ممتاز
که معمولاً حق رأی نداشته، اما در دریافت سود سهام، نسبت به سهامداران عادی، در اولویت قرار دارد. سود سهام ممتاز، درصد ثابتی از مبلغ اسمی سهام ممتاز است، که میزان آن از قبل مشخص‌شده و در اختیار مجمع نیست. سود سهام ممتاز، باید قبل از سود سهام عادی پرداخت شود، حتی اگر شرکت به هر دلیل ورشکسته شود.

## نگارخانه

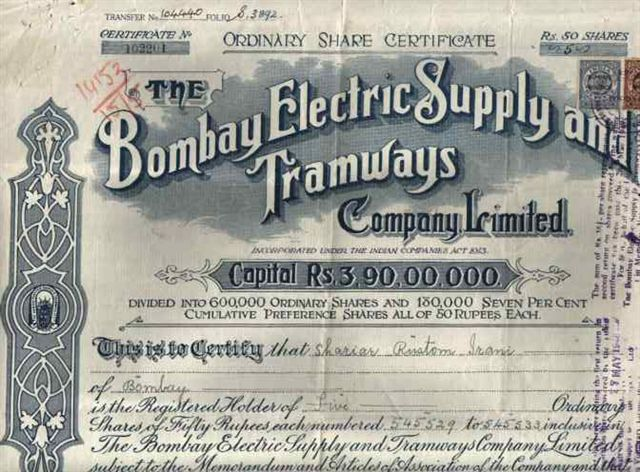
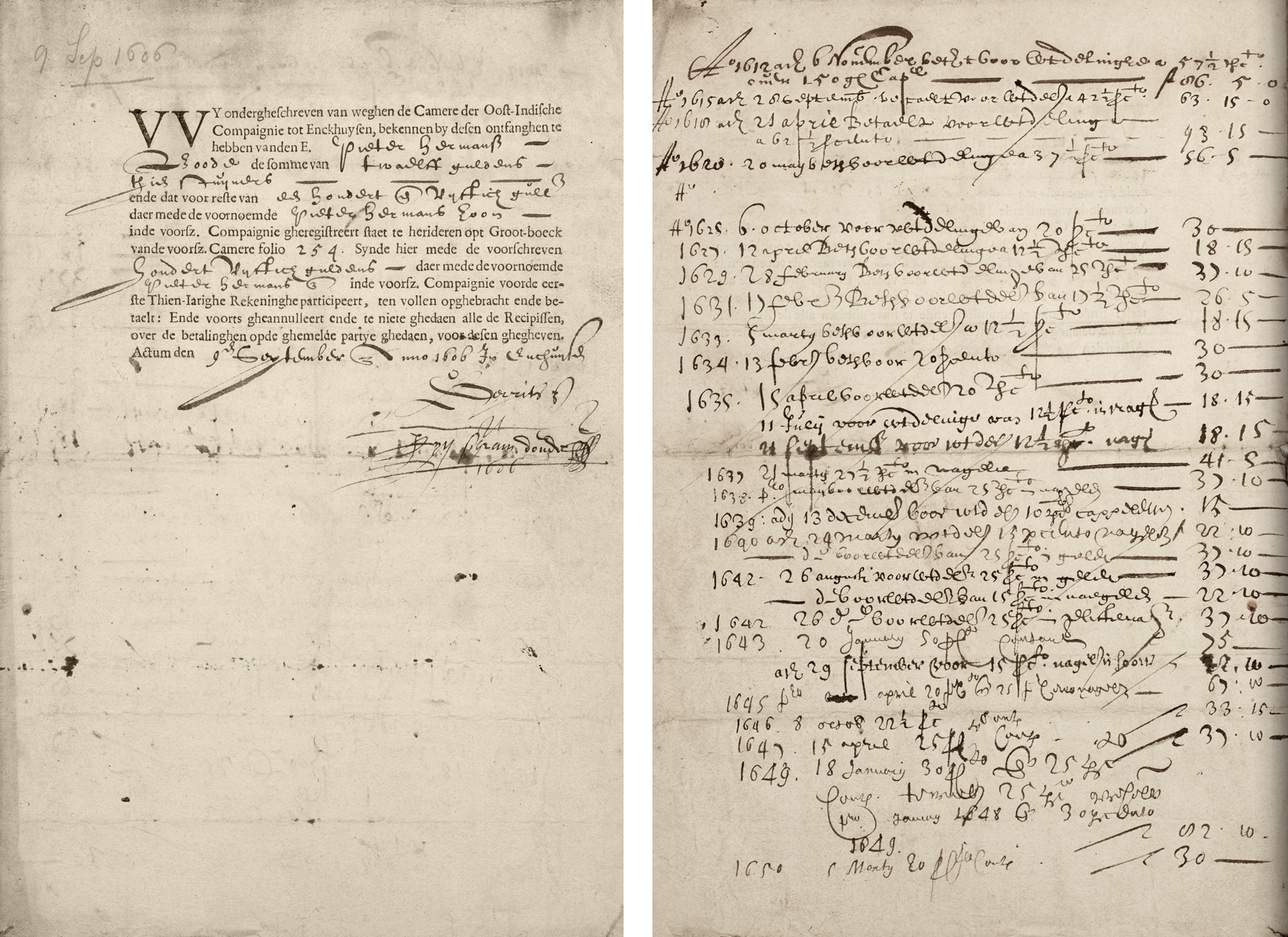

#### سهام انتفاعی
سهم انتفاعی وقتی مصداق دارد که به دلیل استهلاک سهام که در قانون ایران از آن به عنوان استهلاک سرمایه یاد شده است، ارزش اسمی سهم با استفاده از اندوخته‌های اختیاری یا سود قابل تقسیم به صاحب آن پرداخت شود.

### انواع سهام از نظر ماهیت آورده

#### سهام نقدی
در قانون فرانسه به کسانی که آورده نقدی یعنی پول به شرکت می‌آورند سهم نقدی اختصاص داده می‌شود. این سهام با پرداخت یک چهارم مبلغ آن قابل صدور است.

#### سهام غیرنقدی
به کسانی که آورده غیرنقدی به شرکت می‌آورند سهم غیرنقدی اختصاص داده می‌شود. این سهم در صورتی صادر می‌شود که آورده راجع به آنها به‌طور کامل تسلیم شده باشد.

### سایر انواع سهام

#### سهام مؤسس
سهام مؤسس سهامی است که در ازای زحمات مؤسسان پس از تصویب مجمع عمومی به آن‌ها داده می‌شود. دارندگان این نوع سهام، در اداره امور شرکت حقی ندارند و فقط پس از پرداخت سهام، بهره‌ای به آن‌ها تعلّق می‌گیرد. به بیان دیگر مزیت قابل انتقالی است که صاحب آن، به دلیل ارائه خدمات در تأسیس شرکت سهامی از قسمتی از منافع شرکت یا هنگام تصفیه شرکت از قسمتی از دارایی اضافه بر سرمایه باقی‌مانده شرکت برخوردار می‌شود.

### انواع سهام از نظر شکل

#### سهام با نام
سهم بانام سهمی است که در ورقه راجع به آن نام صاحب سهم گفته شده باشد یا در دفتر سهام شرکت ثبت شده باشد. در واقع هم می‌شود روی ورقه سهم که دارای شماره مخصوص است نام دارنده آن را ذکر کرد و هم به این اکتفا کرد که سهم با نام است و نام صاحب آن در دفتر سهام شرکت آورد.

#### سهام بی‌نام
حقوق صاحبان سهم بی‌نام ناشی از ورقه سهم است که به صرف قبض و اقباض قابل انتقال به دیگری است و هیچ گونه تشریفات دیگری برای اعتبار انتقال آن ضرورت ندارد. از آنجا که این نوع سهم، به صورت سند در وجه حامل تنظیم می‌گردد، بنابراین کسی که سند در ید او باشد، مالک آن شناخته می‌شود، مگر خلاف آن ثابت گردد، گم شدن یا سرقت آن تابع مقررات قانون تجارت راجع به اسناد در وجه حامل است. اگر ما بخواهیم سادگی استفاده از این نوع سند را بررسی کنیم در میابیم که راحتی استفاده از آن مانند استفاده از پول است و این انتقال تنها با قبض و اقباض صورت می‌گیرد.

#### سهام با حقّ چند رای
سهام با حق چند رای، سهامی است که حق رأی آن بیش از سهام عادی است و در مجامع عمومی شرکت، هر قطعه آن بیش از یک رأی دارد.

#### سهام جایزه
سهام جایزه یکی از انواع سهام است. هنگامی که شرکت سهامی، از ذخایر اندوخته فراوانی برخوردار باشد، می‌تواند بخشی از آنرا از راه انتشار سهام جایزه در وجه سهامداران کنونی خود، به سرمایه تبدیل کند. معمولاً پس از جایزه در وجه سهامداران کنونی خود، به سرمایه تبدیل کند. معمولاً پس از انتشار سهام جایزه، با توجه به تعداد سهام منتشرشده، قیمت سهام شرکت در بازار، کاهش پیدا می‌کند. با این حال، برای آنکه نرخ سود قابل تقسیم به ازای هر سهم تغییری نکند، پس از چندی قیمت سهم افزایش می‌یابد و سهام داران با توجه به افزایش تعداد سهام خود، منافع بیشتری به دست خواهند آورد در سهام جایزه؛ سهام اضافی بدون دریافت هزینه به سهام داران داده می‌شود. در واقع اینها درآمد انباشته شده شرکت هستند که در قالب سود سهام داده نمی‌شوند، اما به سهام آزاد تبدیل می‌شوند.

#### سهام ترجیحی
سهام ترجیحی بخشی از سهام شرکت است که در راستای برنامه‌های خصوصی‌سازی به کارکنان شاغل در آن شرکت واگذار شده است.

#### سهام عدالت
فروش تسهیلات بخشی از سهام شرکت‌های دولتی معین، به اقشار پایین درآمدی جامعه است. به زبان دیگر، می‌توان آن را نوعی یارانه، تلقی کرد.

#### سهام مدیریتی
البته ممکن است سهمی در عین حال در دو یا چند تقسیم‌بندی قرار بگیرد مثلاً سهام سرمایه‌ای، بانام و ممتاز.